# Microdynerus mirandus
Microdynerus mirandus är en stekelart som först beskrevs av Giordani Soika 1947.  Microdynerus mirandus ingår i släktet Microdynerus och familjen Eumenidae. Inga underarter finns listade i Catalogue of Life.